# Alejandra Barillas
Alejandra Barillas (Zacapa, 1987) è una modella guatemalteca, incoronata Miss Universo Guatemala 2011. La Barillas aveva vinto il titolo di Miss Guatemala 2010, ma aveva dovuto rinunciare a partecipare a Miss Universo 2010 per via di un incidente al piede sopraggiunto tre settimane prima del concorso. Il suo posto era stato quindi preso dalla terza classificata al concorso, Jessica Scheel.
Alla modella è stata tuttavia concessa la possibilità di rappresentare il Guatemala in occasione di Miss Universo 2011, che si è tenuto a São Paulo, in Brasile, il 12 settembre 2011.